# Soliród krzaczasty
Soliród krzaczasty (Sarcocornia fruticosa (L.) A.J.Scott) – gatunek rośliny w różnych systemach klasyfikacyjnych włączany do rodziny komosowatych lub szarłatowatych. Występuje na Krecie i niektórych rejonach Azji Zachodniej, głównie na równinie Akko.

## Morfologia
Roślina wieloletnia, podkrzew o wysokości 30-100 cm. Drewnieje tylko dołem, górna część pędów jest zielna. Pędy są wzniesione lub pełzające i wyraźnie segmentowane na odcinki o długości 0,6-1,5 cm. Liście zredukowane do błoniastych łusek o długości nie przekraczającej 2 mm. Drobne kwiaty rozdzielnopłciowe, ale zarówno kwiaty żeńskie, jak i kwiaty męskie występują w tym samym kwiatostanie uzbrojonym w kolce. Nasiona stożkowe, wyposażone w krótkie włoski.

## Zastosowanie
- Był rośliną spożywczą. Ma wysoką wartość odżywczą i energetyczną[5].
- Jest dobrą paszą dla wielbłądów[5].
- Zawiera do 17% soli mineralnych. Popiół pozostały po spaleniu solirodu mieszano z oliwą z oliwek i otrzymywano w ten sposób ług używany do mycia i prania. Pisał już o tym Galen[5]. W tym samym celu używano także solanki bezbronnej lub s. kolczystej. W Biblii znajdują się w 3 miejscach odniesienia do takiego zastosowania ługu: (Jr 2,22, Ml 3,2, Dn 13,17)[5].